# ナックスハリケーン/捻挫した君
『ナックスハリケーン／捻挫した君』（ナックスハリケーン/ねんざしたきみ）は、TEAM★NACSのシングル。2004年8月26日にサッポロサウンズより、リリースされた。発売・販売元は、クリエイティブオフィスキュー。

## 概要
「CUE DREAM JAM-BOREE 2004」の企画CDとして制作された。森崎博之・安田顕・佐藤重幸（現：戸次重幸）・大泉洋・音尾琢真による、演劇ユニット・TEAM NACSが「TEAM★NACS」（チーム ホシ ナックス）としてアイドルに挑戦している。
また、カップリングとして、TEAM NACSの所属事務所・CREATIVE OFFICE CUEの後輩であり、河野真也・藤尾仁志による、お笑いコンビ・オクラホマが、アイドル「オクラホマ。」として制作された、『wishing smile』を収録している。
現在は、廃盤となっているが、CREATIVE OFFICE CUE関連の楽曲をまとめたベスト・アルバム「OFFICE CUE THANK YOU BEST」に収録されている。

## 収録曲
1. ナックスハリケーン
  - 歌：TEAM★NACS
  - 作詞・作曲：大泉洋
  - 編曲・プログラム：下川佳代[5]
  - MIX：ター・ナー・カー[6]

北海道テレビ放送『ドラバラ鈴井の巣』「なんてったってアイドル!」 第3話エンディングテーマ。
元は、2000年のTEAM NACSの番外公演『FOUR〜求め続けた奴等の革命』での「ナックス・ハリケーン」（大泉が脚本と演出を担当した）の劇中歌として、制作された曲だった[7]。『FOUR』の時は、アカペラであり、歌詞も「アカペラだっていいじゃな〜い」であったが、CD化にあたって、音楽がつけられ、歌詞も「気が付きゃ30過ぎじゃな〜い」に変更された（ただし、発売当時は、音尾のみ20代だった）。
ラップ部分の歌詞には、「安田顕」の名前が登場している[8]。

2021年には、TEAM NACS主演によりフェイクドキュメンタリー『がんばれ!TEAM NACS』（WOWOW）の最終話では、サカナクションの山口一郎のリミックスによる、「ナックスハリケーン2.0」が制作された。「安田顕」の名前が連呼される等の違いがある。TEAM NACSのレギュラー冠番組『ハナタレナックス』（北海道テレビ放送）では、オープニングタイトルがリニューアルされた2022年2月17日より、テーマ曲として使用されている。
2. 捻挫した君
  - 歌：TEAM★NACS
  - 作詞・作曲：大泉洋
  - 編曲・プログラム・MIX：ター・ナー・カー[6]

北海道テレビ放送『ドラバラ鈴井の巣』「なんてったってアイドル!」 第1話エンディングテーマ。
CUE DREAM JAM-BOREE 2004で初公開された[1]。
捻挫を題材としているが、切っ掛けとなった捻挫をしたのは佐藤である。
3. wishing smile
  - 歌：オクラホマ。
  - 作詞・作曲：河野真也
  - 編曲・プログラム：下川佳代[5]
  - MIX：ター・ナー・カー[6]
4. ナックスハリケーン（INSTRUMENTAL）
5. 捻挫した君（INSTRUMENTAL）
6. wishing smile（INSTRUMENTAL）